# Aimeric de Sarlat
Aimeric de Sarlat est un troubadour périgourdain de langue occitane de la fin du XIIe siècle. Il nous reste de lui trois pièces, recueillies par François Raynouard : Choix de poésies (1816-1824).

## Pour approfondir